# Perriertoppen
Perriertoppen is met een hoogte van 1712 meter de op een na hoogste berg van het eiland Spitsbergen. De berg is gelegen in het noordoosten van het eiland, 22 kilometer ten noorden van Newtontoppen, in het zuidwesten van het gebied Nieuw-Friesland (Noors: Ny-Friesland). De berg bestaat voornamelijk uit silurisch graniet.